# 대전 동구의 행정 구역
대전 동구의 행정 구역은 45개 법정동과 21개의 행정동으로 구성되어 있다. 대전광역시 동구의 면적은 136.61km2이며, 인구는 2012년 8월 1일을 기준으로 101,688 세대, 252,498명이다.

## 행정 구역
- 2012년 8월 1일 기준

| \| 행정동 \| 한자 \| 면적 \| 세대 \| 인구 \| \| ------- \| ------- \| ------ \| ------- \| ------- \| \| 중앙동 \| 中央洞 \| 1.27 \| 4,791 \| 8,442 \| \| 신인동 \| 新仁洞 \| 0.84 \| 5,601 \| 14,711 \| \| 효동 \| 孝洞 \| 2.41 \| 9,301 \| 26,318 \| \| 판암1동 \| 板岩1洞 \| 5.37 \| 4,443 \| 11,154 \| \| 판암2동 \| 板岩2洞 \| 0.76 \| 5,630 \| 11,665 \| \| 용운동 \| 龍雲洞 \| 3.47 \| 8,280 \| 21,351 \| \| 대동 \| 大洞 \| 0.74 \| 5,602 \| 14,156 \| \| 자양동 \| 紫陽洞 \| 1.15 \| 5,326 \| 11,891 \| \| 가양1동 \| 佳陽1洞 \| 1.03 \| 6,852 \| 16,283 \| \| 가양2동 \| 佳陽2洞 \| 1.65 \| 8,765 \| 23,019 \| \| 용전동 \| 龍田洞 \| 1.20 \| 9,004 \| 21,334 \| \| 성남동 \| 城南洞 \| 0.86 \| 5,940 \| 14,753 \| \| 홍도동 \| 弘道洞 \| 0.63 \| 5,416 \| 13,366 \| \| 삼성동 \| 三省洞 \| 1.31 \| 7,666 \| 19,000 \| \| 대청동 \| 大淸洞 \| 63.54 \| 1,294 \| 3,020 \| \| 산내동 \| 山內洞 \| 50.38 \| 7,777 \| 22,035 \| \| 동구 \| 東區 \| 136.61 \| 101,688 \| 252,498 \| |         |        |         |         |
| |         |        |         |         |
| 행정동 | 한자    | 면적   | 세대    | 인구    |
| 중앙동 | 中央洞  | 1.27   | 4,791   | 8,442   |
| 신인동 | 新仁洞  | 0.84   | 5,601   | 14,711  |
| 효동 | 孝洞    | 2.41   | 9,301   | 26,318  |
| 판암1동 | 板岩1洞 | 5.37   | 4,443   | 11,154  |
| 판암2동 | 板岩2洞 | 0.76   | 5,630   | 11,665  |
| 용운동 | 龍雲洞  | 3.47   | 8,280   | 21,351  |
| 대동 | 大洞    | 0.74   | 5,602   | 14,156  |
| 자양동 | 紫陽洞  | 1.15   | 5,326   | 11,891  |
| 가양1동 | 佳陽1洞 | 1.03   | 6,852   | 16,283  |
| 가양2동 | 佳陽2洞 | 1.65   | 8,765   | 23,019  |
| 용전동 | 龍田洞  | 1.20   | 9,004   | 21,334  |
| 성남동 | 城南洞  | 0.86   | 5,940   | 14,753  |
| 홍도동 | 弘道洞  | 0.63   | 5,416   | 13,366  |
| 삼성동 | 三省洞  | 1.31   | 7,666   | 19,000  |
| 대청동 | 大淸洞  | 63.54  | 1,294   | 3,020   |
| 산내동 | 山內洞  | 50.38  | 7,777   | 22,035  |
| 동구 | 東區    | 136.61 | 101,688 | 252,498 |

## 법정동
| 행정동명 | 법정동명 |
| -------- | --- |
| 중앙동   | 원동(元洞), 정동(貞洞), 중동(中洞), 소제동(蘇堤洞), 신안동(新安洞) |
| 신인동   | 신흥동(新興洞), 인동(仁洞) |
| 효동     | 효동(孝洞), 천동(泉洞), 가오동(加午洞) |
| 판암1동  | 판암동(板岩洞) (일부), 삼정동(三丁洞) |
| 판암2동  | 판암동(板岩洞) (일부) |
| 용운동   | 용운동(龍雲洞) |
| 대동     | 대동(大洞) |
| 자양동   | 자양동(紫陽洞) |
| 가양1동  | 가양동(佳陽洞) |
| 가양2동  | 가양동(佳陽洞) |
| 용전동   | 용전동(龍田洞) |
| 성남동   | 성남동(城南洞) |
| 홍도동   | 홍도동(弘道洞) |
| 삼성동   | 삼성동(三省洞) |
| 대청동   | 추동(秋洞), 효평동(孝坪洞), 직동(稷洞), 비룡동(飛龍洞), 주산동(注山洞), 용계동(龍溪洞), 마산동(馬山洞), 세천동(細川洞), 신상동(新上洞), 신하동(新下洞), 신촌동(新村洞), 사성동(沙城洞), 내탑동(內塔洞), 오동(梧洞), 주촌동(舟村洞) |
| 산내동   | 낭월동(朗月洞), 대별동(大別洞), 이사동(二沙洞), 대성동(大城洞), 장척동(長尺洞), 소호동(小好洞), 구도동(九到洞), 삼괴동(三槐洞), 상소동(上所洞), 하소동(下所洞)                                                                     |

## 연혁
- 1971년 7월 1일 대전시 동부출장소(11행정동), 북부출장소(9행정동)를 설치하였다.[2]
- 1977년 9월 1일 동부출장소, 북부출장소를 통합하여 충청남도 대전시 동구를 설치하였다.[3] 20행정동
- 1979년 5월 1일 가양동이 용전동으로 분동하였다.[4] 21행정동
- 1980년 12월 15일 구청소재지를 동구 원동 85-5번지로 이전하였다.[5]
- 1982년 9월 1일 가양동이 가양1동, 가양2동으로 분동하였다.[6] 22행정동
- 1983년 2월 15일 대덕군 회덕면 일원을 동구에 편입하여,[7] 회덕1동, 회덕2동을 설치하였다. 24행정동
- 1983년 10월 1일 오정동이 대화동으로 분동하였다.[8] 25행정동
- 1989년 1월 1일 오정동, 대화동, 회덕1동, 회덕2동을 신설 대덕구에 편입하고, 폐지 대덕군 산내면 일부, 동면을 동구에 편입하여 대전직할시 동구(자치구)로 승격하였다.[9] 편입한 산내면에 산내동을, 동면에 추동, 세천동을 설치하였다. 24행정동
- 1992년 9월 1일 판암동이 판암1동, 판암2동으로 분동하였다.[10] 25행정동
- 1995년 1월 1일 대전광역시 동구[11]
- 1998년 10월 13일 원동ㆍ정동ㆍ중동을 중앙동으로, 대1동ㆍ신안동을 대신동으로, 추동ㆍ세천동을 대청동으로 합동하고, 대2동이 대동으로 개칭하였다.[12] 21행정동
- 2008년 9월 1일 중앙동ㆍ소제동ㆍ대신동ㆍ대동을 중앙동ㆍ대동으로, 신흥동ㆍ인동을 신인동으로, 성남1ㆍ2동을 성남동으로, 삼성1ㆍ2동을 삼성동으로 합동하였다.[13] 16행정동